# 3ª Divisione meccanizzata "Tawakalna"
La 3ª Divisione Meccanizzata "Tawakalna" è stata una unità d'élite dell'Esercito iracheno, inquadrata nella Guardia repubblicana irachena.
Per la natura di "guardia", la divisione era intesa come reparto preposto a compiti di protezione, principalmente dei membri del Governo e soprattutto, nel caso dell'Iraq, di Saddam Hussein e della famiglia, nonché per l'intervento in caso di sommosse interne, con possibilità di azione con altri reparti dell'esercito in caso di guerra.
Per il compito specifico, cioè la protezione del Raís (Saddam Hussein), potrebbe farsi un parallelo con la 1. SS-Panzer-Division "Leibstandarte SS Adolf Hitler".

## Impieghi in Desert Storm
Riguardo agli impieghi operativi, la Divisione Tawakalna fu inviata, così come molti altri reparti della GR in prima linea come componente "di sfondamento" dell'invasione del Kuwait; durante Desert Storm, soprattutto dopo l'avanzata della Coalizione internazionale e l'ingresso dei reparti alleati in Iraq, la Divisione "Tawakalna" fu spostata più verso l'interno, nell'area a sud di Bāsra (Bassora), con il compito di coprire la ritirata degli altri reparti dell'esercito iracheno, nonché rallentare l'avanzata alleata. Proprio in questo compito subì le perdite più pesanti, in termini di uomini e armamenti; il danno più grave fu determinato dalla distruzione della gran parte della componente corazzata a seguito degli attacchi di A-10 Thunderbolt II e degli assalti delle divisioni corazzate USA, dei sabotaggi per opera delle forze speciali; un altro elemento di indebolimento fu anche l'abbandono dei veicoli che, seppur non distrutti, non erano più utilizzabili o addirittura abbandonati per la semplice difficoltà di spostarli. Ciò determinò, anche per la concomitanza di situazioni simili in altri reparti della GR, anch'essi posizionati in retroguardia, lo sfaldamento della linea difensiva irachena.
Sostanzialmente la "Tawakalna" sopportò l'urto maggiore e, per quello detto sopra, essa fu di fatto annientata.